# Classe de cinquième française
Pour un article plus général, voir Collège en France.
Dans le système éducatif français, la classe de cinquième est la deuxième classe du collège. Elle concerne les enfants généralement âgés entre 12 et 13 ans. Elle fait partie du cycle 4 dans les cycles de l'enseignement primaire français. 
Il existe également des classes adaptées : SEGPA pour les élèves en difficulté scolaire, ULIS pour les élèves en situation de handicap, UPE2A pour les élèves allophones.
La classe précédente à la classe de sixième et la classe suivante et la classe de quatrième.

## Généralités

La cinquième dans les études secondaires en France.

Les classes de cinquième et de quatrième font partie du cycle central du collège. Dans ce cycle apparaissent : 
- l'itinéraire de découverte (2 heures hebdomadaires interdisciplinaires, semblables aux Travaux personnels encadrés du lycée)[2] ;
- un dispositif d'alternance[C'est-à-dire ?] (à partir de la quatrième).

En cours d'année, les élèves passent le premier niveau de l'attestation scolaire de sécurité routière.
La classe de cinquième est également l'unique classe du système éducatif français où l'institution ne peut pas exiger le redoublement, celui-ci ne peut avoir lieu qu'à la demande des parents.

## Horaires

### Enseignements obligatoires
La grille horaire de la classe de cinquième est la suivante :
| Enseignement                                                                         | Horaire hebdomadaire de l’élève |
| ------------------------------------------------------------------------------------ | ------------------------------- |
| Français                                                                             | 4 h 30                          |
| Mathématiques                                                                        | 3 h 30                          |
| Langues vivantes étrangères                                                          | 5 h 30                          |
| Histoire-géographie-éducation morale et civique                                      | 3 h                             |
| Sciences et techniques Sciences de la vie et de la Terre Physique-Chimie Technologie | 1 h 30                          |
| Enseignements artistiques Arts plastiques Éducation musicale                         | 1 h                             |
| Éducation physique et sportive                                                       | 3 h                             |

S’y ajoutent :
- 10 heures annuelles de vie de classe (heures assurées par le professeur principal) ;
- 0 h 30 dont la répartition est faite par l’établissement.

### Enseignements facultatifs
| Enseignement                    | Horaire hebdomadaire de l’élève                           |
| ------------------------------- | --------------------------------------------------------- |
| Langues et cultures européennes | 2 h                                                       |
| Langues et cultures régionales  | 2 h                                                       |
| Latin et/ou Grec ancien         | 1 h                                                       |
| Chant choral                    | 72 heures annuelles, dont au moins une heure hebdomadaire |